# حرب بادري
حرب بادري (بالإندونيسية: Perang Padri) أو حرب المينانغكابو وهي حرب إندلعت في سنة 1803 وانتهت في سنة 1837 في سومطرة الغربية في إندونيسيا وكانت بين جماعة البادري المسلمين والمجاميع الوهابية العائدة من الحج في الإسلام والتي كانت تطالب بتطبيق الشريعة الإسلامية في مينانغكابو ضد جماعة المينانغكابو متبعي العادات والرافضين لتطبيق الشريعة والذين أستعانوا بالمستعمرين الهولنديين، وقد انتهت في سنة 1837 بانتصار الهولنديين وبقمع ثورة جماعة البادري وسيطر الاستعمار الهولندي على أراضي المينانغكابو وتم حل حكومة مملكة باجارويونغ.
بدأت حرب بادري مع ظهور مجموعة من العلماء الملقبين بقبيلة بادري ضد العادات المتفشية التي يمارسها المجتمع يسمى القبائل التقليدية في مملكة باغارويونغ والمناطق المحيطة بها. عادات مثل القمار، ومصارعة الديوك، و تعاطي المخدرات، والكحول، والتبغ باستثناء جوز التنبول، وجوانب القانون العرفي الأمومي فيما يتعلق بالميراث، فضلاً عن التراخي في تنفيذ الالتزامات الدينية الإسلامية الرسمية. على الرغم من أن جماعة عادات في مملكة باجارويونغ قد اعتنقوا الإسلام لكنهم لم يأخذوا الأمر على محمل الجد للتخلي عن هذه العادات، مما أثار غضب جماعة البادري، حتى اندلعت الحرب في عام 1803.